# جيم كار
جيم كار هو سياسي كندي، ولد في 11 أكتوبر 1951 في وينيبيغ في كندا. حزبياً، نشط في الحزب الليبرالي الكندي. في الانتخابات الفيدرالية الكندية 2015، انتخب عضو مجلس العموم الكندي عن دائرة وينيبيغ الجنوبية المركزية ‏ وقد انضم خلال فترته النيابية ‏ (19 أكتوبر 2015 – ) للكتلة البرلمانية الحزب الليبرالي الكندي وانتخب وزير الموارد الطبيعية ‏ (11 نوفمبر 2015 – ).

## وصلات خارجية
- الموقع الرسمي